# Floorfiller
«Floorfiller» — сингл шведской группы A*Teens, выпущенный в 2002 году.

## История
«Floorfiller» стал вторым синглом группы с альбома «Pop 'til You Drop!» и его международной версии «New Arrival». Примечательно, что его подготовка началась ещё до выхода первого сингла «Can’t Help Falling in Love» и самого альбома. В радиоротацию композиция была отправлена во второй половине лета 2002 года, а релиз сингла состоялся в октябре. В Швеции он оказался гораздо успешнее своего предшественника, заняв 4-ю строчку национального хит-парада и став «золотым».
Видеоклип (режиссёр — Санаа Хамри, уроженка Марокко и одна из немногих известных женщин-клипмейкеров) был снят в середине июня 2002 года в ночном клубе The Loft в Лос-Анджелесе. Его официальная премьера состоялась 2 августа того же года.

## Список композиций
Макси-сингл
1. Floorfiller (Radio Version) — 3:13
2. Floorfiller (Extended Version) — 4:04
3. Floorfiller (My Short Version) — 3:03
4. Floorfiller (My Long Version) — 4:34

## Хит-парады
| Страна   | Позиция |
| -------- | ------- |
| Австрия  | 46      |
| Германия | 33      |
| Швеция   | 4       |